# Jednostki dowodzenia i łączności Wojska Polskiego
Jednostki dowodzenia i łączności Wojska Polskiego – spis polskich jednostek dowodzenia i łączności.

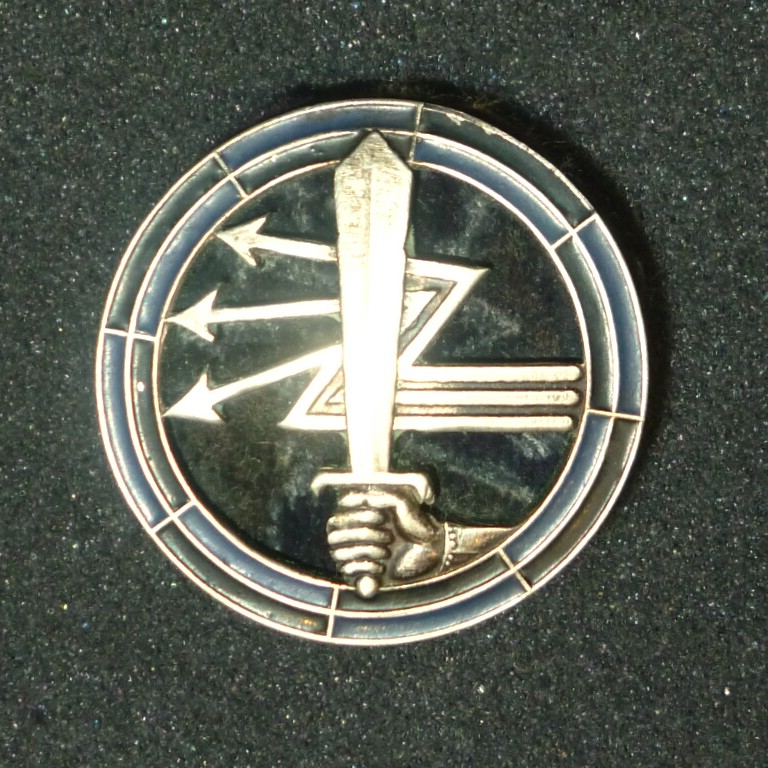
Odznaka wojsk łączności Wojska Polskiego II RP

Poniżej przedstawiono genezę polskich jednostek dowodzenia i łączności oraz ich podległość i przekształcenia organizacyjne (przeformowania, przemianowania).

## Wojska łączności II RP
Formacje łączności Armii Wielkopolskiej w chwili zjednoczenia z armią krajową otrzymały nowe nazwy:
- I batalion telegraficzny
  - dowództwo → dowództwo 7 baonu telegraficznego
  - 1 kompania → 15 kompania telegraficzna
  - 2 kompania → kompania telegraficzna ciężka nr VII
  - 3 kompania → kompania telegraficzna jazdy nr 7
  - 4 kompania → 17 kompania telegraficzna
- II batalion telegraficzny
  - dowództwo (rozformowane)
  - 1 kompania → 14 kompania telegraficzna
  - 2 kompania → kompania telegraficzna budowlana nr VII
  - 3 kompania → kompania telegraficzna parkowa nr VII
  - 4 kompania → kompania telegraficzna zapasowa nr 7 w Poznaniu
- stacja radio forteczna w Poznaniu → stacja radiotelegraficzna „Poznań” (stała)
- stacja radio (ciężka, odbiorcza) → stacja radiotelegraficzna polowa nr 12
- stacja radio (polowa) → stacja radiotelegraficzna polowa nr 13
- oddział radiotelegraficzny → kompania radiotelegraficzna zapasowa nr 2 w Poznaniu

Stacje radiotelegraficzne polowe nr 12 i 13 tworzyły 1 kompanię 2 Baonu Radiotelegraficznego w Poznaniu.

Kompania radiotelegraficzna zapasowa nr 2 miała „bezzwłocznie wystawić” kompanię radiotelegraficzną szkolną nr 2 i 4 kompanię 2 Baonu Radiotelegraficznego.

### W latach 1919–1921
Formacje łączności po zjednoczeniu armii krajowej z Armią Wielkopolską i Armią Polską we Francji
Bataliony
- I batalion radiotelegraficzny
- II batalion radiotelegraficzny
- zapasowy batalion radiotelegraficzny

- I batalion telefoniczny
- II batalion telegraficzny w Puławach
- III batalion telegraficzny w Kielcach
- IV batalion telegraficzny w Łodzi
- V batalion telegraficzny w Krakowie
- VI batalion telegraficzny we Lwowie
- VII batalion telegraficzny w Poznaniu
- VIII batalion telegraficzny
- IX batalion telegraficzny

Kompanie
- kompania telegraficzna Naczelnego Dowództwa (ND WP)
- kompania telegraficzna ciężka nr II (Front Wołyński)
- kompania telegraficzna ciężka nr VI (Front Galicyjski)
- kompania telegraficzna ciężka nr VII
- kompania telegraficzna parkowa nr VI (Front Galicyjski)
- kompania telegraficzna parkowa nr VII
- kompania telegraficzna budowlana nr VII
- kompania telegraficzna zapasowa nr 7 w Poznaniu

Kompanie radiotelegraficzne
- kompania radiotelegraficzna parkowa nr I (Front Galicyjski)
- kompania radiotelegraficzna zapasowa nr 2 w Poznaniu

Kompanie telegraficzne dywizyjne i jazdy
- 14 kompania telegraficzna (14 DP)
- 15 kompania telegraficzna (15 DP)
- 17 kompania telegraficzna (17 DP)
- kompania telegraficzna jazdy nr 7 (7 BJ)

Plutony
- pluton telegraficzno-budowlany nr 1/I (ND WP)
- pluton telegraficzno-budowlany nr 2/I (ND WP)
- pluton specjalny nr I/2 (Front Wołyński)

Stacje radiotelegraficzne polowe
- Centralna Stacja Radiotelegraficzna w Warszawie (ND WP)
- stacja radiotelegraficzna „Kraków” (stała) (ND WP)
- stacja radiotelegraficzna „Lwów” (stała) (Front Galicyjski)
- stacja radiotelegraficzna „Poznań” (stała)
- stacja radiotelegraficzna polowa nr 2 (na wózkach) (Front Galicyjski)
- stacja radiotelegraficzna polowa nr 3 (na wózkach) (ND WP)
- stacja radiotelegraficzna polowa nr 4 (na wózkach) (Front Wołyński)
- stacja radiotelegraficzna polowa nr 8 (samochodowa) (ND WP)
- stacja radiotelegraficzna polowa nr 12
- stacja radiotelegraficzna polowa nr 13
- stacja radiotelegraficzna polowa nr 15 (na wózkach) (ND WP)
- stacja radiotelegraficzna polowa nr 17 (na wózkach) (ND WP)
- stacja radiotelegraficzna polowa nr 18 (na wózkach) (ND WP)
- stacja radiotelegraficzna polowa nr 20 (konna) (ND WP)

Stacje telegraficzne
- Centrala Hughesa przy Naczelnym Dowództwie WP
- Stacja Hughesa w Belwederze
- Stacja Telegraficzna (Hughesa) w Zamku (zlikwidowana 31 X 1921)
- Wojskowa Stacja Telegraficzna przy Wojskowej Sekcji Kolejowej w Ministerstwie Kolei Żelaznych(zlikwidowana 31 X 1921)
- Stacja Hughesa Dowództwa Frontu Wołyńskiego
- Stacja Hughesa przy DOE Równo
- Stacja Hughesa Dowództwa Frontu Galicyjskiego
- Stacja Hughesa przy DOE Lwów

Wojskowe Dyrekcje Telegrafów i Telefonów
- Wojskowa Dyrekcja Telegrafów i Telefonów w Brześciu Litewskim (ND WP)
- Wojskowa Dyrekcja Telegrafów i Telefonów w Kowlu (ND WP)
- Wojskowa Dyrekcja Telegrafów i Telefonów w Wilnie (ND WP)

### W latach 1921–1939
Pułki
- 1 pułk łączności
- 2 pułk łączności
- 3 pułk łączności

Bataliony
- 1 batalion telegraficzny w Zegrzu (1931-1939)
- 5 batalion telegraficzny w Krakowie
- 6 batalion telegraficzny w Jarosławiu
- 7 batalion telegraficzny w Poznaniu

Plutony
- pluton telegraficzny lokalny w Warszawie
- pluton telegraficzny lokalny w Modlinie
- pluton telegraficzny lokalny w Dęblinie
- pluton telegraficzny lokalny w Grodnie
- pluton telegraficzny lokalny w Toruniu
- pluton telegraficzny lokalny w Grudziądzu
- pluton telegraficzny lokalny w Przemyślu

Plutony rozformowane zostały w terminie do 1 lipca 1927.
Inne jednostki
- stacja telegraficzna Ministerstwa Spraw Wojskowych w Warszawie na Placu Saskim 3

## Jednostki łączności PSZ na Zachodzie
- sztabowa kompania łączności → 1 Pułk Łączności
- 1 pułk łączności – jednostka Armii Polskiej w ZSRR → batalion łączności Armii
- batalion łączności armii → 11 batalion łączności
- 11 batalion łączności → 11 batalion łączności Korpusu
- 11 batalion łączności Korpusu

- Oddziały Łączności 1 Dywizji Pancernej → 1 Batalion Łączności
- 1 batalion łączności – jednostka 1 DPanc
- 4 batalion łączności 4 DP

- pluton łączności Ośrodka Zapasowego Armii
- 7 batalion łączności
- batalion łączności II Korpusu Strzelców → Batalion Łączności Armii i 12 Etapowa Kompania Łączności
- 12 etapowa kompania łączności

## Wojska łączności ludowego Wojska Polskiego
Brygady
- 2 Brygada Łączności

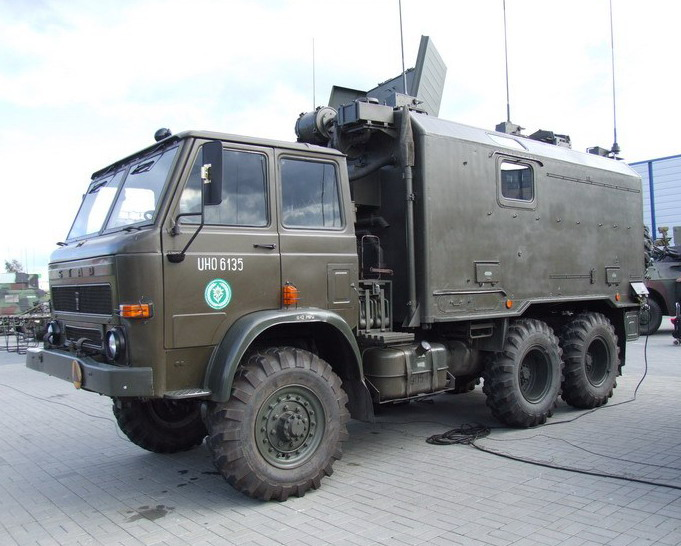
Aparatownia ADK-11

- 15 Brygada Radioliniowo-Kablowa – przeformowana 1968 z 15 Pułk Radioliniowo-Kablowy; od 1 stycznia 2003 jako 15 Sieradzka Brygada Wsparcia Dowodzenia; stacjonowała w Sieradzu;
- 20 Brygada Łączności WOWew. Ziemi Kieleckiej

Pułki łączności
- 1 samodzielny pułk łączności – jednostka 1 A WP; rozformowany we wrześniu 1945
- 1 szkolny pułk łączności – powstał w 1947 z przeformowania 1(3) Pułku Łączności;
- 1 pułk łączności – jednostka SG Wojska Polskiego; powstał w 1967 z przemianowania 5 płącz; stacjonował w Wałczu
- 2 pułk łączności – jednostka ND WP; rozformowany we wrześniu 1945;
- 2 zapasowy pułk łączności
- 2 pułk budownictwa łączności w Zgierzu – jednostka przekształcona w 1990 w Drugi Wojskowy Zakład Budownictwa Łączności w Zgierzu
- 3 pułk łączności – jednostka ND WP; we wrześniu 1945 przemianowany w 1 płącz; w 1947 przeformowany na 1 Szkolny Pułk Łączności;
- 4 samodzielny pułk łączności – jednostka 2 Armii WP, rozformowany w 1947
- 4 Łużycki pułk łączności – przemianowany z 7 pułku łączności; stacjonował w Bydgoszczy
- 5 pułk łączności – jednostka SG WP; powstał w 1957 na bazie Pułku Łączności MON; stacjonował w Warszawie;
- 6 pułk łączności – w 1945 w składzie wojsk lotniczych; 26 lutego 1946 przeformowany na 5 sbłącz WL WP – Pruszków
- 6 pułk łączności Lotnictwa Operacyjnego – 4.05.1967 przemianowany z 37 pułku łączności WL; w 1999 przeformowany w 6 Brygadę Dowodzenia WLOP – Śrem
- 6 pułk dowodzenia WLOP powstał w 2002(?) na bazie 6 Brygady Dowodzenia WLOP; 2007 przeformowany na 6 batalion dowodzenia Sił Powietrznych
- 7 pułk łączności – powstał w 1950; stacjonował w Bydgoszczy, przemianowany na 4 Łużycki pułk łączności
- 7 pułk łączności KBW Ziemi Kieleckiej
- 9 pułk łączności – powstał w 1956 na bazie 17 błącz i 40 lebłącz; stacjonował w Białobrzegach[1]
- 10 Saski pułk łączności – powstał w 1950; stacjonował we Wrocławiu
- 11 pułk łączności MW
- 12 pułk radioliniowo-kablowy Ziemi Świeckiej – powstał w 1972, stacjonował w Świeciu
- 14 Strzegomski pułk radioliniowo-kablowy
- 15 pułk radioliniowo-kablowy – powstała w 1955 jako 56 batalionu radiolinii; w 1962 przeformowany w pułk; w 1968 przeformowany w 15 Brygadę Radioliniowo-Kablową; stacjonował w Sieradzu;
- 20 pułk łączności WOWewn. Ziemi Kieleckiej
- 37 pułk łączności WL – w styczniu 1951 przeformowany z 5 batalionu łączności lotnictwa; 04.05.1967 przemianowany na 6 Pułk Łączności Lotnictwa Operacyjnego. Nowy Dwór Mazowiecki i Śrem
- Pułk łączności Ministerstwa Obrony Narodowej

Bataliony łączności

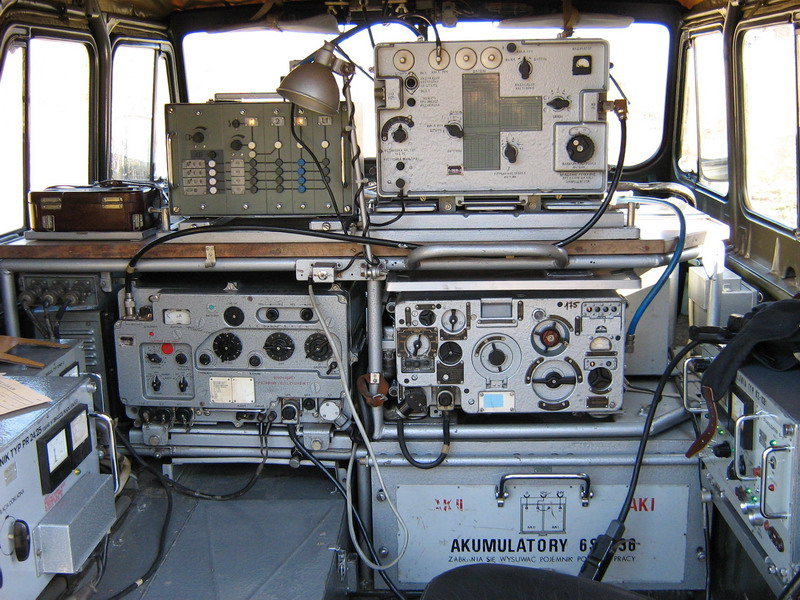
Radiostacja RD-115 – miejsce pracy operatora łączności

- 1 batalion łączności SG – przemianowany w styczniu 1948 na 1 batalion łączności MON
- 1 samodzielny batalion łączności Ministerstwa Obrony Narodowej
- 1 batalion łączności – jednostka 1 DP
- 1 batalion łączności – jednostka OW Warszawa; numerację nadano w październiku 1946; stacjonował w Mińsku Mazowieckim (1948); w 1951 przemianowany w 17 błącz;
- 1 okręgowy batalion łączności, JW 4425, Legionowo[2]
- 2 Samodzielny batalion łączności – jednostka 1 A WP; we wrześniu 1945 przemianowany na 2 liniowo eksploatacyjny batalion łączności; rozwiązany w 1946;
- 2 batalion łączności – jednostka OW Pomorze; numerację nadano w październiku 1946; stacjonował w Bydgoszczy (1948); jesienią 1950 przeformowany w 2 liniowy batalion łączności; rozwiązany wiosną 1957
- 3 batalion łączności – jednostka OW Poznań; numerację nadano w październiku 1946; powstał w 1945 na bazie 4 płacz; stacjonował w Poznaniu (1948); przeformowany na 44 błacz 2 KP
- 4 batalion łączności – jednostka OW Wrocław; powstał w 1945 na bazie 1 płacz; numerację nadano w październiku 1946; stacjonował we Wrocławiu (1948); jesienią 1950 przeformowany w 4 Liniowy Batalion Łączności; rozwiązany wiosną 1957
- 5 batalion łączności lotnictwa – 26 lutego 1946 przeformowany z 6 płącz lotnictwa; w styczniu 1951 przeformowany na 37 płącz WL.
- 5 batalion łączności – jednostka OW Kraków; numerację nadano w październiku 1946; stacjonował w Krakowie (1948)
- 7 Samodzielny batalion łączności – jednostka ND WP; rozformowany we wrześniu 1945;
- 7 batalion łączności – jednostka OW Lublin; powstał z okręgowej 7 kłącz; numerację nadano w październiku 1946; stacjonował w Lublinie (1948)

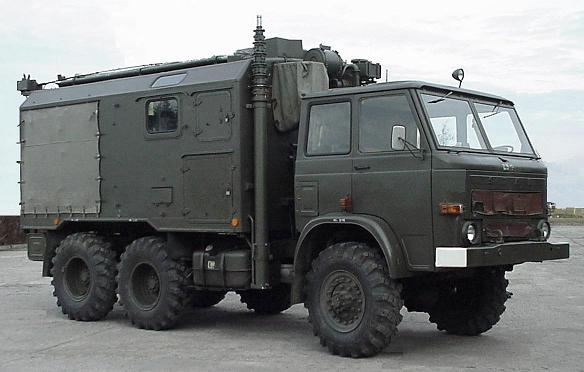
Radiostacja R-140

- 8 samodzielny batalion łączności – jednostka ND WP; rozformowany we wrześniu 1945;
- 9 samodzielny batalion łączności – jednostka ND WP; we wrześniu 1945 przemianowany na 2 Liniowo Eksploatacyjny batalion łączności – rozwiązany wiosną 1946;
- 10 samodzielny batalion łączności – jednostka 2 A WP; we wrześniu 1945 przemianowany na 5 Liniowo Eksploatacyjny batalion łączności – rozwiązany w 1946
- 11 batalion łączności – jednostka ND WP; we wrześniu 1945 przemianowany na 3 Liniowo Eksploatacyjny batalion łączności;
- 12 batalion łączności – jednostka 16 DP
- 13 batalion łączności – jednostka 1 SDP
- 15 samodzielny batalion łączności – jednostka ND WP; rozformowany we wrześniu 1945;
- 15 batalion łączności – jednostka 6 DP; powstał w listopadzie 1945 na bazie dywizyjnej 15 kłacz; w marcu 1946 przeformowany w 26 kłącz; a w 1949 na 26 błącz; stacjonował w Krakowie
- 16 batalion radiopelengacyjny – sformowany w maju 1951; stacjonował w Beniaminowie
- 17 batalion łączności – jednostka OW Warszawa; powstała z przemianowania 1 bł; stacjonował w Legionowie; rozformowany w 1956 (na bazie 17 błącz i 40 lebłącz powstał 9 płącz)
- 18 batalion łączności – jednostka 11 DP
- 18 batalion łączności – jednostka 2 DP
- 19 batalion łączności – jednostka 12 DP
- 19 batalion łączności – jednostka 10 DZ; powstał z przemianowania 41 Batalionu Łączności; stacjonował w garnizonie Opole; przeformowany w 10 batalion dowodzenia.
- 20 batalion łączności – jednostka 13 DP
- 20 batalion łączności – jednostka 3 DP
- 21 batalion łączności – jednostka 14 DP
- 21 batalion łączności W)Wewn.
- 22 batalion łączności
- 23 batalion radiowy, JW 5584, sformowany w maju 1951; stacjonował w Warszawie; rozformowany w grudniu 1954;

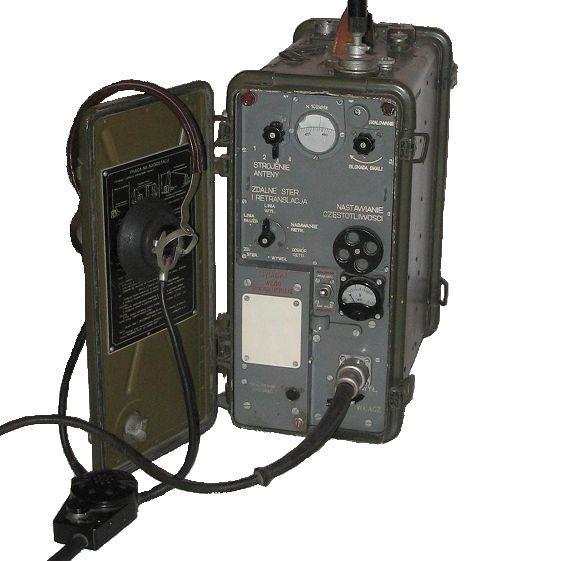
Radiostacja R-105

- 24 batalion łączności – jednostka 7 DP
- 25 batalion łączności – jednostka 10 DP
- 26 batalion łączności, JW 2696- jednostka 6 DP; sformowana w 1949 z 26 kłącz; stacjonował w Krakowie; rozformowany w 1955;
- 27 batalion łączności – jednostka 15 DP
- 28 batalion łączności – jednostka 8 DP
- 29 batalion łączności – jednostka 9 DP; sformowany na bazie 29 kłącz[3] w 1949; stacjonował w Rzeszowie, potem w Przemyślu; JW 2794; rozformowany w 1953 (nr przejął 30 błącz)
- 29 batalion łączności – wchodził w skład 15 DZ; stacjonował w garnizonie Olsztyn; jego tradycje przejął 15 Olsztyński batalion dowodzenia; rozformowany razem z dywizją.
- 30 batalion łączności, JW 2543 – jednostka 12 KA; w 1955 podporządkowana dcy 6 DP (w zamian za rozwiązany 26 błącz); w 1957 przeformowany na kłącz 6 DPDes;
- 30 batalion łączności – jednostka 12 KA podporządkowana 9 DP i przemianowana na 29 bł??; JW 3514
- 32 batalion łączności MW
- 32 batalion łączności – jednostka 27 DP
- 33 batalion łączności – jednostka 12 DP; potem 12 DZ; stacjonował w garnizonie Szczecin; w 1994 przeformowany na 12 bdow.
- 34 batalion łączności – jednostka 11 DPzmot
- 35 batalion łączności – jednostka 14 DP
- 36 batalion łączności – jednostka 4 DP
- 37 Batalion Łączności – jednostka 23 DP
- 38 Batalion Łączności – jednostka 1 KA; mp Wałcz
- 39 Batalion Łączności – jednostka 5 DP
- 40 liniowo-eksploatacyjny batalion łączności – sformowany w maju 1951; stacjonował w Białobrzegach; rozformowany w 1956 (na bazie 17 błącz i 40 lebłącz powstał 9 płącz)
- 41 batalion łączności – jednostka 10 DP; przemianowany w 19 batalion łączności 10 DZ
- 42 batalion łączności specjalnej mp Przasnysz, Grajewo, Łódź
- 43 batalion łączności – jednostka 16 DP
- 44 batalion łączności – jednostka 2 KP; powstał na bazie rozformowującego się 3 batalionu łączności z Poznania.
- 45 batalion łączności, JW 3420, Ełk, – jednostka 18 DP
- 46 batalion łączności – jednostka 25 DP
- 47 batalion łączności – jednostka 1 KPanc (1 KZ) lat 50.;stacjonowała w Gdańsku
- 48 batalion łączności – jednostka 7 DP; potem 2 WDZ; stacjonował w garnizonie Nysa.
- 50 batalion łączności – jednostka 8 KA;
- 51 batalion łączności MW
- 52 batalion łączności – jednostka 2 KPanc (2KZ)
- 53 batalion łączności – jednostka 9 KA; podporządkowana 3 DP
- 54 batalion łączności – jednostka 15 DP
- 56 batalion radiolinii – powstał w listopadzie 1955; stacjonował w Sieradzu; w 1962 przeformowany w 15 Pułk Radioliniowo-Kablowy;
- 58 Batalion Łączności – jednostka 24 DP
- 59 batalion łączności – początkowo wchodził w skład 19 DZ; potem 19 DPanc przekształconej w 5 DPanc; stacjonował w garnizonie Gubin- Komorów; przeformowany w 5 bdow 5 KDZ
- 62 batalion łączności – jednostka 30 DP
- 63 batalion łączności – wchodził w skład 20 WDPanc; stacjonował w garnizonie Szczecinek; w 1994 przekształcony w 2 bdow.
- 65 batalion łączności OT
- 68 batalion łączności WOWewn.
- 69 Batalion Łączności – jednostka 21 DP
- 71 batalion łączności – jednostka 22 DP
- 72 batalion łączności WOWewn.
- 73 batalion łączności – jednostka 29 DP JW 2906[2]
- 74 batalion radioliniowo-kablowy
- 84 batalion łączności – jednostka 4 DLM
- 87 batalion łączności – jednostka 2 DLMB
- 95 batalion łączności – jednostka KSD powstała na bazie 59 kł KSD ze składu 1 pł

## Jednostki łączności i dowodzenia po 1989 roku
Brygady

Wojska łączności

- 2 Brygada Łączności w Wałczu (rozformowana)
- 6 Brygada Dowodzenia WLOP (Sił Powietrznych) – W 1999 przeformowana z 6 Pułku Łączności Lotnictwa Operacyjnego; na jej bazie powstał 6 Pułk Dowodzenia WLOP; stacjonowała Śremie (rozformowana)
- 15 Brygada Wsparcia Dowodzenia w Sieradzu

Pułki dowodzenia i łączności
- 5 pułk dowodzenia w Krakowie (rozformowany)
- 6 pułk dowodzenia Sił Powietrznych w Śremie (rozformowany)
- 9 Pułk Dowodzenia
- 10 Wrocławski pułk dowodzenia
- 11 pułk łączności Marynarki Wojennej – Wejherowo

Bataliony dowodzenia i łączności
- 1 Legionowski batalion dowodzenia 1 DZ w Legionowie (rozformowany)
- 1 Kujawsko-Pomorski batalion dowodzenia POW w Bydgoszczy → bdow IWSZ (2010 r.)
- batalion dowodzenia Inspektoratu Wsparcia Sił Zbrojnych w Bydgoszczy ← 1 bdow POW
- 2 batalion dowodzenia 2 PDZ (rozformowany)
- 3 batalion dowodzenia, JW 1712, Lublin[2]
- 5 Kresowy batalion dowodzenia
- 5 batalion dowodzenia w Krakowie
- 6 batalion dowodzenia Sił Powietrznych w Śremie – przeformowany w 2007 z 6 Pułku Dowodzenia WLOP
- 7 batalion dowodzenia JW 2655 – stacjonował w Gdańsku[4]
- 8 batalion dowodzenia 8 DOW (rozformowany)
- 10 batalion dowodzenia 10 DZ (rozformowany)
- 11 batalion dowodzenia 11 DKPanc w Żaganiu
- 12 batalion dowodzenia 12 DZ
- 14 Przemyski batalion dowodzenia 14 BZ
- 15 Olsztyński batalion dowodzenia 15 DZ (rozformowany)
- 16 batalion dowodzenia 16 DZ – przeformowany w 2018 w Pułk Wsparcia Dowodzenia Dowództwa Wielonarodowej Dywizji Północny – Wschód
- 25 batalion łączności
- 100 batalion łączności
- Jednostka Wojskowa Nil

Szkoły i centra szkolenia
- Centrum Szkolenia Łączności i Informatyki w Zegrzu

Węzły łączności
- Centralny Węzeł Łączności Ministerstwa Obrony Narodowej w Warszawie
- 2 Węzeł Łączności w Bydgoszczy
- 3 Węzeł Łączności we Wrocławiu

Inne jednostki i instytucje
- Centrum Informatyki i Łączności Obrony Narodowej w Warszawie
- Centrum Wsparcia Teleinformatycznego Sił Powietrznych w Warszawie
- Centrum Wsparcia Mobilnych Systemów Dowodzenia w Białobrzegach